# Der Kauf
Der Kauf ist ein Hörspiel von Paul Plamper und wurde in Kunstkopfstereophonie aufgenommen. Die Erstsendung erfolgte in zwei Teilen am 25. und 26. Mai 2013 im WDR 3-Hörfunk. Inhaltlich verquickt das Stück die Themen Gentrifizierung, Immobilienspekulation und Lebensglück.

## Inhalt
Im Mittelpunkt des Hörspiels stehen zwei Paare, deren Freund- und spätere Feindschaft mit dem freiwillig-unfreiwilligen Verkauf einer Berliner bzw. Münchner oder Kölner (von den beteiligten Sendern wurden geringfügig unterschiedliche Versionen mit Bezügen zum jeweiligen Stadtraum ausgestrahlt) Eigentumswohnung verknüpft ist. Die Geschichte wird in zeitlicher Umkehrung erzählt, in einzelnen, durch eine kurze Schnittpause klar voneinander getrennten Szenen.
Das Hörspiel beginnt damit, dass eine Maklerin zusammen mit Interessenten eine zum Verkauf stehende Wohnung besichtigt. Zunächst sind Achim und Britta 20 Jahre lang Eigentümer dieser Wohnung. Achim ist Tischler und hat die Inneneinrichtung mit Möbeln aus ausgesuchten Holzarten individuell gestaltet. Bei einem Treffen der beiden mit Claire und Dirk, mit denen sie locker befreundet sind, erklärt der sich als Weltenbummler verstehende Achim, dass er nicht an Besitz, an der Wohnung zum Beispiel, klebe. Claire wiederum bedauert, dass sie und ihr Lebensgefährte Dirk sich nicht schon längst um Wohnbesitz gekümmert haben.
Bei einem späteren Treffen in einem Café schreibt Dirk auf eine Serviette die Summe, die er und Claire bereit seien, für die Wohnung zu zahlen. Achim und Britta verlassen dieses Treffen zustimmend und enthusiastisch. Im Nachhinein relativieren sie ihren Verkaufswunsch wieder, werden daraufhin allerdings von Dirk verklagt. Da sich auf der Serviette das Wort „Vertrag“ befunden habe, handele es sich um einen rechtlich bindenden Vorvertrag.
Der gerichtlichen Auseinandersetzung folgt der Verkauf der Wohnung. Schon ein halbes Jahr später allerdings scheint die Beziehung zwischen Claire und Dirk in die Brüche gegangen zu sein. Claire sieht sich gezwungen, die Wohnung wieder zu verkaufen – mit der Begehung der Maklerin und der Interessenten, die chronologisch am Ende der Geschichte steht, hatte das Hörspiel ursprünglich begonnen. Bei dieser Begehung tritt kurz der pöbelnde Achim auf. Er ist inzwischen von der Weltreise zurück, die er mit dem Geld für die Wohnung unternommen hat, und pöbelt nun gegen Claire und Dirk, die er als Immobilienspekulanten und Vertreter der Gentrifizierung des Viertels hinstellt.

## Der Knöterich als Symbol
Das ganze Hörspiel hindurch wird symbolhaft ein zur Wohnung gehörender und weithin sichtbarer Knöterich erwähnt. Zu Anfang (also chronologisch am Ende der Geschichte) wird das Eingehen und daher nötige Entsorgen der Pflanze bedauert, am Ende (also am Anfang der Geschichte) wird seine Pracht gelobt. Ob das Absterben des Knöterichs durch vergossenes Bleichmittel ein Unfall oder von Achim so intendiert war, bleibt offen, es steht Aussage gegen Aussage.

## Auszeichnungen
Der Kauf wurde im Mai 2013 zum Hörspiel des Monats und danach auch zum Hörspiel des Jahres der hr2-Hörbuchbestenliste gekürt. Im November 2013 wurde dem Hörspiel außerdem der Deutsche Hörspielpreis der ARD zugesprochen.

## Kritik
Eva-Maria Lenz lobt in der Zeitschrift epd medien Plampers „Kunst, alle Kontroversen, Konflikte und Ambivalenzen lebensnah so zu entfalten, dass sie kaum eine eindeutige Lösung oder ein eindeutiges Urteil zulassen.“ Ähnlich urteilt Alexander Cammann in Die Zeit: „Gut und Böse sind mitnichten eindeutig verteilt; alle entpuppen sich als unsympathische Typen.“
Zur Entscheidung, die einzelnen Szenen in zeitlicher Umkehrung zu bringen, schreibt Jens Bisky in der Süddeutschen Zeitung: „Das Rückwärts-Erzählen ironisiert die allzu bequemen Positionen der Gentrifizierungskritiker, die dem Anciennitätsprinzip folgen, Zustände von einst verteidigen, den Kiez mit der Belegschaft von anno damals.“